# Le Caïd (film, 1942)
Pour les articles homonymes, voir Le Caïd et Big Shots.
Pour plus de détails, voir Fiche technique et Distribution.
Le Caïd (The Big Shot) est un film américain réalisé par Lewis Seiler, sorti en 1942, avec Humphrey Bogart, Irene Manning, Richard Travis, Susan Peters, Stanley Ridges et Minor Watson dans les rôles principaux.

## Synopsis
Duke Berns (Humphrey Bogart) est approché par deux malfrats pour commettre un cambriolage chez le riche avocat Martin T. Fleming (Stanley Ridges). Ayant raccroché, il refuse cette proposition mais se rend chez Fleming par curiosité. Il y fait la rencontre de son épouse, Lorna (Irene Manning), qui est l'une de ses anciennes petites amies. Ils reprennent leurs relations, mais Berns est ensuite accusé du cambriolage sanglant qui endeuille peu après la maison de Fleming lors d'un procès.

## Fiche technique
- Titre français : Le Caïd
- Titre original : The Big Shot
- Réalisation : Lewis Seiler
- Scénario : Abem Finkel, Daniel Fuchs et Bertram Millhauser (en)
- Photographie : Sidney Hickox
- Montage : Jack Killifer
- Musique : Adolph Deutsch
- Direction artistique : John Hughes
- Costumes : Milo Anderson
- Producteur : Walter MacEwen
- Société de production : Warner Bros.
- Société de distribution : Warner Bros.
- Pays d'origine :  États-Unis
- Langue originale : anglais
- Genre : Film policier, film noir
- Durée : 82 minutes
- Date de sortie :
  - États-Unis : 13 juin 1942
  - France : 15 juin 1949
- Affiche : Boris Grinsson (France)

## Distribution
- Humphrey Bogart : Joseph "Duke" Berne
- Irene Manning : Lorna Fleming
- Richard Travis : George Anderson
- Susan Peters : Ruth Carter
- Stanley Ridges : Martin T. Fleming
- Minor Watson : Warden George Booth
- Chick Chandler : Frank Dancer Smith
- Joe Downing : Frenchy
- Howard Da Silva : Sandor
- Murray Alper : Quinto
- Roland Drew : Faye
- John Ridgely : Tim
- Joe King : Prosecutor Toohey
- John Hamilton : le juge
- Virginia Brissac : Mrs. Booth
- William Edmunds : Sarto
- Virginia Sale : Mrs. Miggs
- Ken Christy (en) : Kat
- Wallace Scott : Rusty

Et, parmi les acteurs non crédités :
- Leah Baird
- Eddy Chandler
- Clancy Cooper
- Ralph Dunn (en)
- James Flavin
- Sol Gorss
- William Gould (en)
- Creighton Hale
- Herbert Heywood (en)
- Dorothy Kelly (en)
- Wilbur Mack (en)
- Jack Mower
- Wendell Niles (en)
- Eleanor Parker
- Harry Strang (en)
- Ray Teal
- Dale Van Sickel (en)
- Joan Winfield (en)